# Diego Ramírez de Fuenleal
Diego Ramírez de Fuenleal (Villaescusa de Haro, Cuenca, 7 de diciembre de 1459-Cuenca, 11 de agosto de 1537), conocido también como Diego Ramírez de Haro, Diego Ramírez de Villaescusa o Diego Ramírez de Arellano, fue un sacerdote y obispo español.

## Biografía
Sus padres fueron Pedro Ramírez de Orellana y María Fernanda de Tercero. Estudió en la Universidad de Salamanca, donde fue colegial del San Bartolomé. De allí marchó a Jaén como canónigo magistral, donde cantó su primera misa.
En 1498 fue nombrado obispo de Astorga y fue consejero y capellán mayor de Juana I de Castilla y se cree que bautizó a su hijo, que más tarde sería Carlos I (1500). 
Después de la muerte del obispo de Málaga, Pedro Díaz de Toledo y Ovalle, ocupó esta sede el año 1500. En 1518, cambió el obispado de Málaga por el obispado de Cuenca, que ostentaba Rafael Sansoni Riario, para volver a su tierra. En esas fechas fue nombrado también presidente de la Chancillería de Valladolid.
Conquense orgulloso de su tierra, intentó fundar una universidad en Cuenca pero fue convencido por Cisneros de no hacerlo porque bastaba con la Universidad de Alcalá. Cambió pues de idea y en 1500 fundó en Salamanca el Colegio Mayor de Cuenca. 
Murió el año 1537 y está enterrado en la capilla mayor de la catedral de Cuenca.
En Salamanca, una calle recibe en su honor el nombre de 
Obispo Ramírez de Villaescusa.
| Predecesor: Juan de Castilla              | Obispo de Astorga 1498 – 1500 | Sucesor: Francisco des Prats   |
| Predecesor: Pedro Díaz de Toledo y Ovalle | Obispo de Málaga 1500 – 1518  | Sucesor: Rafael Sansoni Riario |
| Predecesor: Rafael Sansoni Riario         | Obispo de Cuenca 1518 – 1537  | Sucesor: Alejandro Cesarini    |